# 仏生寺村 (富山県)
仏生寺村（ぶっしょうじむら）は、かつて富山県氷見郡にあった村。現在の氷見市南端にあたる仏生寺地区である。

## 沿革
- 1889年（明治22年）4月1日 - 町村制の施行により、射水郡仏生寺村、鞍骨村及び惣領村の区域をもって、射水郡仏生寺村が発足する。
- 1896年（明治29年）3月29日 - 郡制の施行のため、射水郡の区域から分立して、氷見郡が発足により、氷見郡に所属となる。
- 1954年（昭和29年）4月1日 - 氷見市に編入する。

## 歴代村長
出典→
1. 岩間菊太郎（1889年7月19日 - 1893年5月5日）
2. 岩間菊太郎（1893年6月17日 - 1895年3月31日）
3. 岩間覚平（1895年4月15日 - 1898年4月14日）
4. 岩間覚平（1898年4月21日 - 1901年5月14日）
5. 半田藤右衛門（1902年2月5日 - 1902年3月4日）
6. 半田藤右衛門（1902年3月4日 - 1906年3月3日）
7. 半田藤右衛門（1906年3月4日 - 1906年8月7日）
8. 宮沢与作（1906年9月14日 - 1910年1月9日）
9. 宮沢与作（1910年9月19日 - 1912年1月9日）
10. 長谷幸太郎（1912年2月3日 - 1916年2月2日）
11. 岩間尚剛（1916年2月10日 - 1917年4月12日）
12. 岩間尚剛（1917年6月6日 - 1920年7月8日）
13. 岩間尚剛（1920年7月26日 - 1923年8月22日）
14. 瀬戸与次郎（1923年10月18日 - 1925年12月16日）
15. 半田誠一（1926年2月5日 - 1930年2月4日）
16. 半田誠一（1930年2月5日 - 1933年1月15日）
17. 長谷幸盛（1933年1月15日 - 1936年11月5日）
18. 長谷幸盛（1936年11月13日 - 1938年3月30日）
19. 岩間清一（1938年4月7日 - 1939年1月18日）
20. 長谷幸盛（1939年1月23日 - 1942年8月2日）
21. 岩間覚平（1942年9月8日 - 1946年9月10日）
22. 山崎庄吉（1946年9月19日 - 1947年4月6日）
23. 曽根重光（1947年4月7日 - 1951年4月5日）
24. 曽根重光（1951年4月23日 - 1953年6月22日）
25. 三輪喜代（1953年7月18日 - 1954年3月31日）